# Blaps lusitanica
Blaps lusitanica, denominado comúnmente escarabajo de las bodegas, es una especie de coleóptero de la familia Tenebrionidae.

## Descripción
Los ejemplares adultos miden entre 30 y 35 mm, no siendo extraño que puedan llegar incluso a alcanzar 5 cm. Poseen un cuerpo elíptico que acaba en el abdomen en dos puntas paralelas y unidas. El caparazón que recubre su cuerpo es liso y los élitros están soldados entre sí, con una línea marcada en lo que sería la soldadura de los élitros, por lo que no tiene la capacidad de volar. El mucrón elitral es largo y con terminación paralela. El color que presenta el animal en todos los casos es un negro mate. Tiene patas robustas y largas, siendo el tercer par el más largo (el trasero).

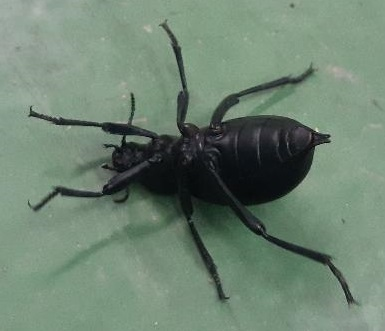
Blaps lusitanica vista ventral.

## Ciclo biológico
Como todos los coleópteros es un insecto holometábolo (metamorfosis completa) y sigue un ciclo de cuatro fases diferentes: huevo, larva, pupa e imago.

### Larvas
Después de poner la hembra los huevos, salen de éstos las larvas con un aspecto pardo. También se sabe que B. Lusitanica presenta una fecundación interna y que es un insecto ovíparo.
Tienen una metamorfosis completa (holometabolismo), es decir que pasa por los estadios de huevo, larva, pupa y adulto, ya mencionados. Además no solo pasa por cambios físicos y estructurales, sino que también pasa por cambios a nivel celular y en el modo de vida.

### Adultos
La reproducción de Blaps lusitanica es sexual, siendo necesaria la existencia de una cópula entre un macho y una hembra, para que esta última quede fecundada y pueda poner los huevos.

## Entomología aplicada

### Daños
Se pueden encontrar en el campo, aunque se alimenta de materia orgánica en descomposición, de manera que no es peligroso para el cultivo.

### Comportamiento
Son de hábitos nocturnos, aunque se pueden ver a la luz del día desplazándose lenta y despreocupadamente para cambiar de ubicación, siempre con el cuerpo claramente elevado sobre el suelo.
Son completamente inofensivos para el ser humano, pero esconden un arma biológica muy poderosa, su repugnante olor. Cuando se ven en peligro o son molestados, adoptan una curiosa postura tratando de esconder su cabeza al mismo tiempo que levantan el abdomen, lo que produce una cierta sensación de amenaza para el observador, estando en disposición de segregar una sustancia de olor fétido que tarda en desaparecer en contacto con la piel, dejando una mancha rojo-parduzca en ésta, difícil de eliminar.

### Alimentación
La alimentación de Blaps Lusitanica es principalmente saprófita, se alimenta generalmente de materia orgánica en descomposición. También se ha observado que el escarabajo de las bodegas se alimenta de excrementos en algunas ocasiones.
Está documentado que esta especie se puede alimentar de otros insectos en descomposición o incluso de restos alimenticios y desperdicios de los humanos.

### Hábitat
Es bastante común en las praderas de los países mediterráneos, por donde se desplaza con paso lento y pesado a pesar de sus robustas patas, aunque es habitual verlo en naves industriales, especialmente escondido en arquetas, palets u hojarasca. Como curiosidad, este insecto recibe el nombre de escarabajo de las bodegas, debido a que es muy común ver a esta especie habitando en zonas urbanas. Este insecto es de hábitos nocturnos y le gusta vivir en ambientes oscuros y húmedos.